# Oliver North
Oliver Laurence North (* 7. října 1943 San Antonio) je americký politický komentátor, televizní moderátor, vojenský historik, spisovatel a penzionovaný podplukovník americké námořní pěchoty, veterán války ve Vietnamu.
North byl členem týmu Rady pro národní bezpečnost během aféry Írán Contras, politického skandálu konce 80. let 20. století. Aféra se týkala ilegálního prodeje zbraní íránskému režimu ajatolláha Chomejního v zájmu propuštění amerických rukojmí, držených v Libanonu. Oliver North byla autorem druhé části tohoto plánu, která měla zajistit odklonění finančních prostředků, získaných tímto prodejem zbraní, ve prospěch skupin rebelů Contras v Nikaragui, přestože podpora těchto rebelů byla zakázána tzv. Bolandovým doplňkem. V průběhu vyšetřování aféry byla Northovi nabídnuta částečná imunita výměnou za svědeckou výpověď před Kongresem Spojených států. North byl nicméně usvědčen ze tří trestných činů, ale tyto rozsudky byly později anulovány a smazány a v roce 1991 byla všechna obvinění proti němu stažena.
North se pokoušel v roce 1994 kandidovat do Senátu, ale se 43 % hlasů byl neúspěšný. Poté byl v letech 1995–2003 moderátorem rozhlasového pořadu na Radio America a moderátorem vlastní show War Stories with Oliver North na Fox News v letech 2001–2016. V roce 2018 byl zvolen prezidentem Národní střelecké asociace (NRA – National Rifle Association), na funkci však v dubnu 2019 rezignoval.